# Sea Life Munich
 (signalé en mai 2025).
Si vous disposez d'ouvrages ou d'articles de référence ou si vous connaissez des sites web de qualité traitant du thème abordé ici, merci de compléter l'article en donnant les références utiles à sa vérifiabilité et en les liant à la section « Notes et références ».
- Archive Wikiwix
- Bing
- Cairn
- DuckDuckGo
- E. Universalis
- Gallica
- Google
- G. Books
- G. News
- G. Scholar
- Persée
- Qwant
- (zh) Baidu
- (ru) Yandex
- (wd) trouver des œuvres sur Wikidata

Sea Life Munich est l'un des huit aquariums Sea Life en Allemagne. Il a été inauguré en avril 2006 dans le Parc Olympique de Munich.

## Description
Plus de 3 000 créatures marines de 150 espèces sont conservées dans plus de 33 réservoirs avec 700 000 litres d'eau sur 2 200 m2. Un tunnel sous-marin de dix mètres de long en verre acrylique mène à un bassin tropical de 400 000 litres. Les visiteurs peuvent découvrir 15 mondes sous-marins thématiques, ainsi que la plus grande variété de requins en Allemagne avec plus de 20 espèces différentes.

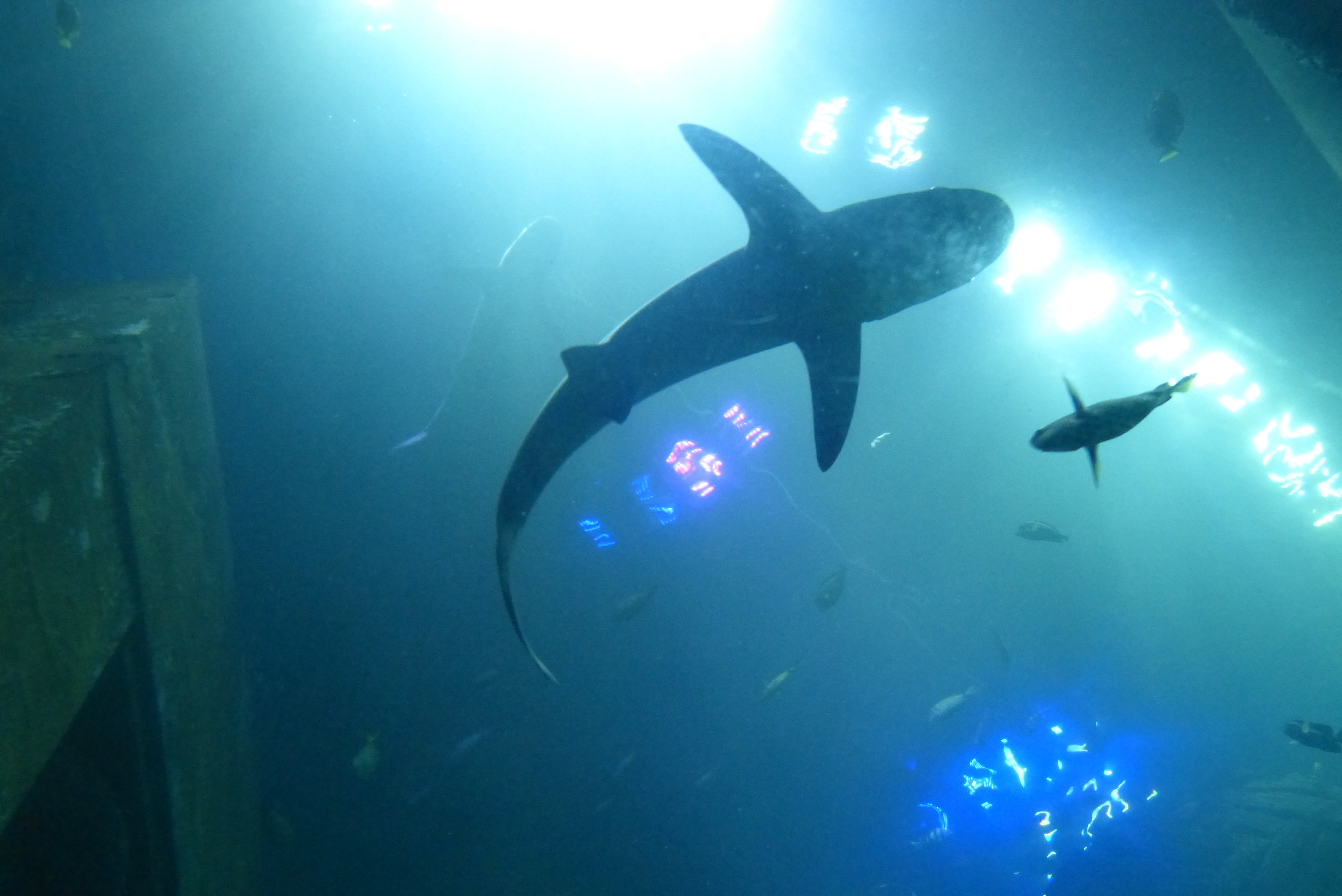
Requin au Sea Life Munich

## Organisation
Comme pour toutes les autres installations de la chaîne Sea Life, l'opérateur est le groupe Merlin Entertainments. Les aquariums allemands sont subordonnés à l'intermédiaire Sea Life Deutschland GmbH.